# Pierre-Jean-Baptiste Gerbier
Pierre-Jean-Baptiste Gerbier de la Massillays (Rennes, 30 juin 1725 - Paris, 26 mars 1788) est un avocat français, considéré comme l'un des plus grands orateurs de son siècle, et appelé "l'aigle du barreau". Il se compromit en se ralliant au parlement Maupeou (1771-1775) et, après la chute de celui-ci, se trouva confronté à la vindicte des magistrats.

## Biographie
Il est le fils de Jean-Baptiste Gerbier de Vologé, avocat rennais. Il porta le nom de la Massillaye (à 44 Sion-les-Mines) pour se distinguer de son frère et d'autres membres de sa famille, aussi avocats ; mais devenu célèbre, il quitta ce surnom. Sa fille porta parfois celui de Franconville.

### Un maître du barreau
Il fut reçu avocat au Parlement de Paris le 5 juillet 1745, à vingt ans, mais ne commença réellement à plaider qu'à l'âge de vingt-huit ans (soit en 1752 ?). Son éloquence était extraordinaire et déplaçait les foules. Gerbier plaidait peu, mais de préférence de grandes affaires. Il parlait sans texte, s’appuyant de quelques notes, en se fiant à sa mémoire et à son don d’improvisation, mais en ayant eu soin de préparer son procès en demandant l’avis de deux jurisconsultes de façon contradictoire. Son secrétaire Monniot le secondait efficacement.
Il soutint des causes célèbres, parmi lesquelles :
- L'Affaire des frères Lyoncy, gros négociants de Marseille, contre les Jésuites, qui sont condamnés solidairement à honorer des lettres de change (environ deux millions) fondées sur les cargaisons de cinq navires qui avaient été capturés par les Anglais (7 avril-8 mai 1761). « Il fit condamner 20.000 jésuites au payement des dettes d’un seul »[3].
- Affaire Peuchet, veuve Castille (un ancien moine défroqué, marié, persécuté et mort en prison), contre l’Abbaye d’Orval et l’ordre de Clairvaux (7 sept. 1763), procès gagné[4].
- La dame Le Riche de la Poupelinière, veuve de l'opulent fermier général, pour soutenir les droits de son fils né posthume à l’héritage de son père, malgré son curieux testament (1764)[5], probablement perdu ;
- Ch-Jos. de Rougemont (selon son nom de baptême), en reconnaissance de paternité contre le fermier général Hatte (23 mai 1765), procès perdu[6].
- Le Marquis de Bussy contre la Compagnie des Indes (1766) ; on a dit qu'il aurait reçu du marquis des honoraires de 100.000 francs[7].
- Les trois frères de Queyssat, officiers nobles, contre le fils Damade, négociant, qu’ils avaient blessé en duel ; ayant été partiellement condamnés, les pièces et plaidoiries du procès furent imprimées et vendues en souscription pour payer leur amende de 40.000 livres[8].
- Enfin, il défendit les droits d'une famille presque indigente, déshéritée par un testament que l'on supposait contenir un fidéicommis déguisé au profit de la caisse des Jansénistes, fondée par l'abbé Nicole ; cette fois, ce fut l’occasion pour Gerbier, grand admirateur de Pascal, de prononcer le panégyrique de tous les illustres de Port-Royal[9].

Il intervint dans quantité d'affaires familiales et successorales où se rencontraient les plus grands noms de France : marquis du Châtel, comte de Montboissier, duc de Beauvilliers, Lannion vs Clermont-Tonnerre, comte de Noailles vs duc d'Havré, etc. Il fit partie du conseil du prince de Conti.

### La réforme Maupeou
M. de Maupéou, nommé chancelier (LP du 3 oct. 1763), lui fit l'insigne honneur de le choisir pour présenter ses Lettres au Parlement et faire son éloge. En 1771, à la suite de la réforme opérée par ce même chancelier, l'ancien parlement de Paris était anéanti (lit de justice du 15 avril 1771), bientôt suivi par ceux de Toulouse, Besançon et Rennes ; la magistrature fut exilée et contrainte de se démettre de ses charges, de nouveaux officiers nommés par le Roi (la vénalité des charges étant abolie) ; mais l'opinion publique était en ébullition devant ce coup de force de l'absolutisme royal, et les avocats refusaient toujours de plaider, entravant la marche de la justice. A la rentrée (11 novembre), à la demande de Maupeou, Gerbier aurait incité ses confrères à rejoindre le "nouveau" Parlement de Paris, et il y réussit : la moitié du barreau (262 avocats sur 544 inscrits) accepta le serment. La vieille magistrature ne lui pardonna jamais sa défection.
Après le retour des anciens juges, rappelés à l'avènement de Louis XVI (lit de justice du 12 novembre 1774), il se trouva en butte à de fortes inimitiés. Vivement attaqué, notamment par l'avocat et libelliste Linguet, son ennemi personnel, il fut obligé de justifier sa conduite dans un Mémoire (1775). On lui suscita même un procès : Accusé de subornation de témoins, il fit l'objet d'une instruction criminelle au Châtelet, mais le décret fut annulé, et l'affaire (Michelin), sur appel du procureur général, fut portée devant le Parlement qui le mit hors de Cour (l'équivalent d'un non-lieu)  en 1777. Cette décision humiliante le marqua beaucoup, et il quitta quelque temps le barreau, mais sans renoncer à ses consultations.

### Fin de carrière, famille
La même année, devenu veuf, il fut nommé intendant des finances de Monsieur, comte de Provence. Néanmoins, ruiné pour avoir "trop aimé la dépense", il fut contraint de vendre la plupart de ses propriétés (1779-82). Ses confrères l'élurent bâtonnier de l'ordre des avocats au parlement de Paris en 1787, mais, déjà malade et mélancolique depuis plusieurs années, il n'acheva pas son temps. Il mourut à Paris le 26 mars 1788.

Blason de la famille Gerbier.

Il avait épousé en 1759  Marie-Perpétue Martin, fille d'un directeur des Fermes. Leur fille unique, Marie-Madeleine Gerbier de Francheville (ou plutôt Franconville ? 1760-1840), fut mariée à Paris, le 17 juin 1780 (Paris, St Sulpice), à Jean-Louis de Chanaleilles, comte de La Saumès (1743-1822),; ils n'eurent pas d'enfants. Il lui laissa une succession "complexe et déficitaire".
Gerbier de Vologé portait pour armoiries d'azur à trois gerbes d'or [Rietstap].

### Propriétaire, paysagiste et agronome
Sa femme lui apporta le château d'Aunoy, à (77) Champeaux, venu de son premier mari. Gerbier, qui avait "une passion pour l'agriculture", y fit faire des jardins à l'anglaise, parmi les premiers de France, qui devinrent célèbres ; le prince de Conti vint les visiter en 1769 et s'en déclara enchanté, la duchesse de Chartres fit de même l'année suivante. Mais après l'achat de Franconville, il le mit en vente, ce qui fut réalisé en 1775.
En effet, en 1769, il avait acquis du comte de Lauraguais (Louis-Léon de Brancas, qu'il connaissait pour avoir plaidé lors de sa séparation d'avec sa femme) la terre de Franconville, ancien marquisat à Saint-Martin-du-Tertre (Val d'Oise). Il était en très mauvais état : il y fit faire d'importants travaux, plantations d'un parc, de jardins, de vergers et de vignes, et même création d'une rivière artificielle alimentée par des béliers hydrauliques (de l'invention des frères Montgolfier), avec des ponts et un embarcadère. Mais dix ans plus tard, il revendit le fief du Viveray et autres héritages relevant de Franconville au président Choart, et en 1782 la quasi-totalité du domaine à Paul-Louis de Théllusson, officier suisse au service de France (à la seule réserve du fief des Clignets).
Il est probable qu'il fit aussi des travaux aux Clignets, car en 1818, les frères de Musset qui y passaient leurs vacances, signalent : « Dans le jardin, dessiné à l’anglaise, plein d’allées tournantes, de massifs épais et de vieux arbres, nous remarquâmes avec bonheur une terrasse en manière de rempart, une longue allée de cerisiers chargés de fruits, et un tertre de rochers artificiels.»  Il n'en reste plus rien de nos jours.
Il fut membre de la Société d'Agriculture de Paris.
La rue Gerbier, dans le quartier de la Roquette, dans le onzième arrondissement de Paris, porte son nom.

## Sources et Liens externes
- VIAF
- ISNI
- BnF (données)
- IdRef
- LCCN
- GND
- Belgique
- WorldCat

- Ressource relative à la recherche :   - La France savante

- Mémoire pour Me Gerbier, ancien avocat au parlement (signé : "Gerbier"), Paris, 1775, in 4°, 43 p. Il se défend point par point des accusations de Linguet. https://gallica.bnf.fr/ark:/12148/bpt6k30422979
- Barthélémy Hauréau, Catalogue chronologique des œuvres imprimées & manuscrites de J.-B. Gerbier que possède la bibliothèque des avocats de la Cour impériale de Paris, par (Barthélémy) Hauréau, bibliothécaire de l’Ordre,... Paris, Durand, 1863, in 8°, 92 p, Inventaire d’après les Mss de Gerbier, les Coll, Chanlaire, Gaultier du Breil, et  Ferey. Les manuscrits de Gerbier (5 volumes, recueillis par son élève et ami Hérault de Séchelles) ont brûlé avec cette bibliothèque en 1871, pendant la Commune.

- Gaudry, Histoire du Barreau de Paris, Paris, Aug. Durand, 1864, tome 2, chap. XXII (attitude de Gerbier en novembre 1771),
- H. Thiéblain, Éloge de Gerbier, P, Plon, 1875, 84 p. (panégyrique)